# Höhle von Tuc d’Audoubert
Die Höhle von Tuc d’Audoubert („Tuc-Höhle“) ist eine prähistorische Höhle der französischen Pyrenäen in der Gemeinde Montesquieu-Avantès im Département Ariège, deren Gangsystem in das der Drei-Brüder-Höhle hineinragt, ohne dass sie sich berühren. Sie gehört zum Umkreis der Frankokantabrischen Höhlenkunst. In unmittelbarer Nähe befindet sich auch die Höhle von Enlène.

## Topographie
Der heutige Eingang zur Höhle liegt am Austrittspunkt des Flusses Volp. Man  geht davon aus, dass die Höhle in prähistorischer Zeit mehrere Eingänge besaß und mit der Drei-Brüder-Höhle eine Einheit bildete. André Leroi-Gourhan meint, dass es sich um zwei einzelne Höhlenstrukturen handelt, die parallel benutzt wurden. Somit bestand die Höhle aus einem einzigen langen Gang, der mehrere Zugänge aufwies und im Osten mit einer halbrunden Nische abschloss.

## Datierung
Die Datierung beruht aus stilistischen Vergleichen mit anderen Höhlen. Henri Breuil datierte diesen Abschnitt der Volp-Höhlen in das Mittlere Magdalénien IV. André Leroi-Gourhan glaubte jedoch Parallelen zu Font-de-Gaume zu erkennen und datiert die Höhle von Tuc d’Audoubert ins späte Magdalénien.

## Archäologische Funde

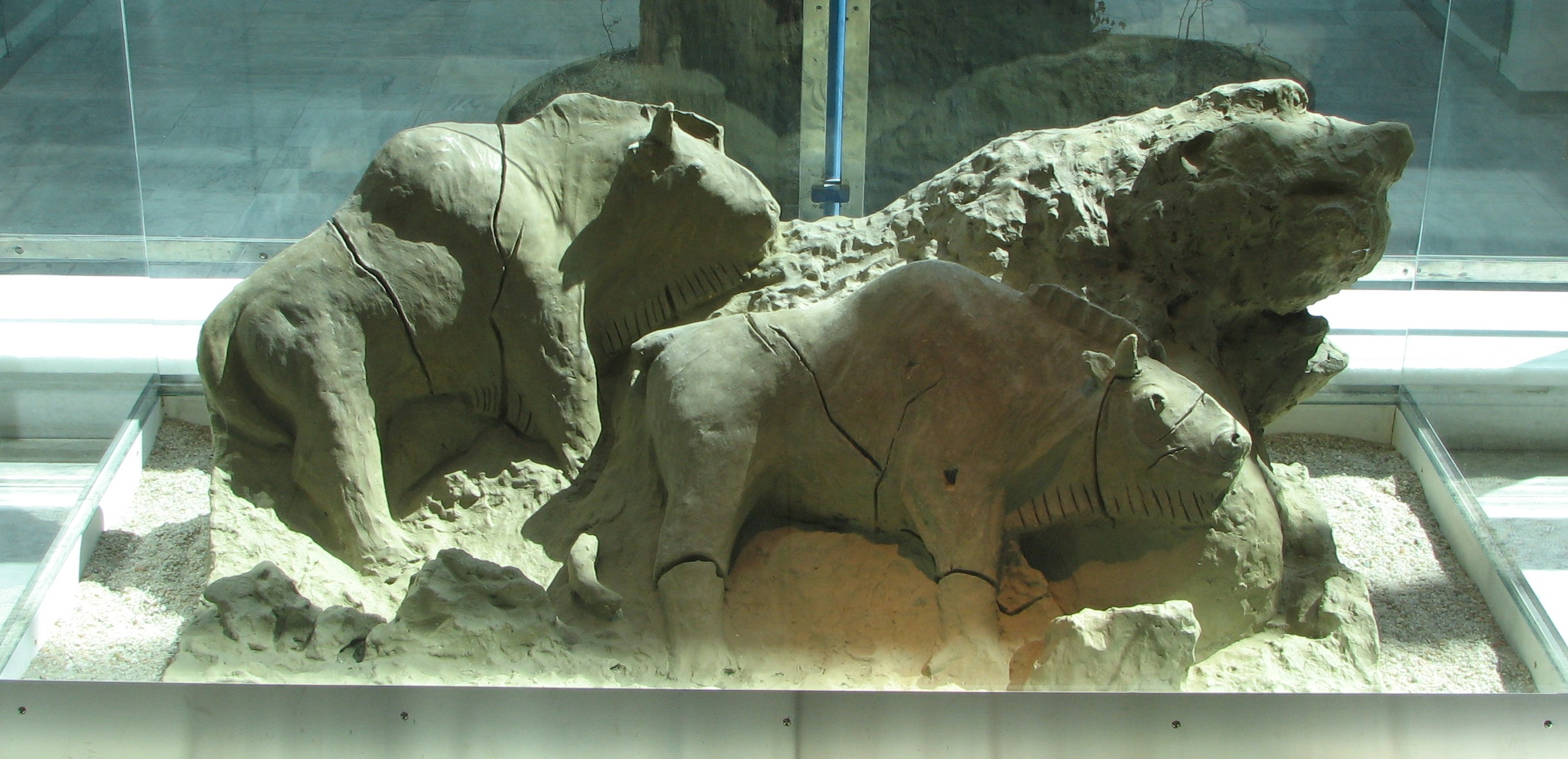
Kopie der Bisons aus Lehm

Allgemein wird angenommen, dass die Höhle als Heiligtum genutzt wurde, da keine Siedlungsspuren oder Artefakte vorliegen.
Im vorderen Teil der Höhle befinden sich verschiedene Ritzzeichnungen, Pferde-, Bison-, Ren- und Raubkatzendarstellungen. Begleitet werden diese von clavifrömigen Zeichen und sog. „Gänsefuß-Wunden“. Ca. 100 m tiefer sind zwei undefinierbare Tiere abgebildet, die Leroi-Gourhan als „Monster“ bezeichnete. Weitere 400 m davon entfernt haben sich zwei aus Lehm modellierte Bisons erhalten. Weitere Reste von Lehmfiguren sind bekannt. Neben diesen befinden sich Fußspuren, die vermutlich von Kindern stammen. Jean Clottes nimmt an, dass diese während eines Rituales entstanden sein könnten. Fragmente gravierter Plaketten wurden in geringer Anzahl entdeckt.
Nachbildungen der Lehmbisons und einiger Gravierungen können in dem privaten Museum der Familie Bégouën besichtigt werden.